# 岡田正則
岡田 正則（おかだ まさのり、1957年 - ）は、日本の法学者、早稲田大学大学院法務研究科教授。専攻は行政法。

## 来歴・人物
- 早稲田大学大学院法学研究科博士課程単位取得退学。
- 金沢大学教育学部助教授、南山大学法学部教授などを経て、早稲田大学大学院法務研究科教授[1][2]。
- 2015年、自治体研究社の第31回市町村議会議員研修会の講師を務める[3]。
- 民主主義科学者協会法律部会元理事[4]。
- 「安全保障関連法案の廃止を求める早稲田大学有志の会」の呼び掛け人の１人。沖縄県名護市辺野古の米軍新基地建設問題を巡っては2018年、他の学者らとともに政府の対応に抗議する声明を発表[2]。
- 2020年、日本学術会議の新会員の推薦を受けていたが、任命される時点で対象から外された（日本学術会議の任命拒否）[5]。
- CiNiiでは収録論文228件。

## 著書
- 『ドイツ環境法』（成文堂 2012年）
- 『国の不法行為責任と公権力の概念史----国家賠償制度史研究』（弘文堂 2013年）

### 共編著
- 『判例から考える行政救済法』（本多滝夫、榊原秀訓共著 日本評論社 2014年）
- 『地方自治のしくみと法』（榊原秀訓、大田直史、豊島明子共著 自治体研究社 2014年）
- 『現代行政法講座・第1巻』（日本評論社 2016年）
- 『ストップ!!国政の私物化: 森友・加計、桜、学術会議の疑惑を究明する』（上脇博之、阪口徳雄、前川喜平、小野寺義象、石戸谷豊、岡田正則、松宮孝明 共著 あけび書房 2021年4月） ISBN 9784871541886。